# Ciclopedonale Maremonti
La Ciclopedonale Maremonti è un percorso in provincia della Spezia, compreso tra Levanto e Framura lungo circa 5,5 km, la maggior parte dei quali in galleria, con un andamento facile, pianeggiante e panoramico.

## Percorso
La pista ciclabile inizia nella zona di Vallesanta a Levanto, nell'area del rinnovato lungomare; la pista prosegue verso Bonassola in un tracciato quasi totalmente in galleria, eccetto alcuni tratti all'aperto tra cui quello in corrispondenza dell'area de La Francesca, dove sorge l'omonimo villaggio turistico.
Dopo il passaggio nel borgo di Bonassola, lungo il percorso del vecchio sedime ferroviario, la pista procede verso Framura; qui termina in corrispondenza della locale stazione, dove si incontra con l'attuale linea ferroviaria Genova-Pisa.

## Storia
A partire dal 1932, in seguito al raddoppio del tratto ferroviario Sestri Levante-La Spezia, venne abbandonato un tratto della ferrovia a binario unico Genova-Pisa. Alcuni tratti, come quelli compresi tra Riva Trigoso e Moneglia e tra Moneglia e Deiva Marina, negli anni vennero riconvertiti in strada carrabile a senso di marcia alternato.
Nel 2006 venne annunciata la decisione da parte del comune di Bonassola, di quello di Levanto e della Regione Liguria di intervenire nel tratto compreso tra Levanto e Bonassola, abbandonato nel 1970, con l'obiettivo di trasformarlo in pista ciclabile. Nella primavera del 2010 venne inaugurato il primo tratto fino a Bonassola, di circa 2 km.
Nel 2011, grazie a un finanziamento della Regione Liguria di 301.000 euro, vennero ultimati i lavori nel tratto Bonassola-Framura, che venne aperto al pubblico aumentando così la lunghezza a 5,5 km circa. Venne inoltre installato un ascensore di collegamento tra l'arrivo della pista ciclabile e il porticciolo di Framura.
Nel 2015, dopo un concorso di idee eseguito nelle scuole locali, la pista viene ufficialmente battezzata "ciclopedonale Maremonti".

## Progetti futuri
È in corso di studio il prolungamento della pista ciclabile verso Monterosso al Mare, con il riutilizzo dell'abbandonata galleria ferroviaria a binario unico, il cui imbocco è ancora visibile nella zona orientale di Levanto.
Più difficile il prolungamento a ponente verso Deiva Marina; la galleria originale è tutt'oggi in minima parte sede della ferrovia. Il tratto successivo, abbandonato a seguito del raddoppio, dovrebbe essere ricostruito, poiché crollato in seguito a una frana. Il 6 agosto 2013 la Regione Liguria annuncia lo stanziamento di 100.000 euro per la progettazione del percorso ciclabile che unirà i due comprensori.